# If You Could Read My Mind
«If You Could Read My Mind» –en español: «Si pudieras leer mi mente»–, es una canción del cantante y compositor canadiense Gordon Lightfoot. El sencillo se publicó en Canadá en 1970, donde alcanzó el número 1 de las listas de éxitos. En 1971 el sencillo fue lanzado a nivel internacional, entrando en las listas de éxitos de numeroso países.

## Versión original
Lightfoot se inspiró en su propio divorcio para componer la letra de la canción. Según el propio autor, la inspiración le llegó durante un verano, sentado en su casa vacía de Toronto. Lightfoot mostró la canción a su hija Ingrid, quien le sugirió algunos pequeños cambios, "la dificultad para escribir canciones inspiradas en historias personales es que no siempre existe la distancia emocional y la claridad para hacer mejoras líricas".
La canción fue grabada en los Sunwest Recording Studios de Los Ángeles, bajo la producción de Lenny Waronker y Joe Wissert, y con arreglos musicales de Nick DeCaro. El tema fue incluido en el álbum Sit Down Young Stranger, que posteriormente fue renombrado como If You Could Read My Mind debido al éxito de la canción. 
El sencillo alcanzó el número 1 de las listas de éxitos canadienses y fue el primer tema de Lightfoot que entró en las listas estadounidenses, alcanzando el puesto número 5 de Billboard Hot 100 en febrero de 1971, así como el número 1 de la lista Billboard Easy Listening.
En 1987 Lightfoot interpuso una demanda contra el compositor Michael Masser por el tema que escribió para Whitney Houston, "The Greatest Love of All", alegando plagio de 24 de "If You Could Read My Mind". Sin embargo el autor retiró la demanda al darse cuenta de que esta, estaba perjudicando la carrera de Houston, ajena a la polémica. El caso se resolvió amistosamente fuera de los tribunales y Masser emitió una disculpa pública.

### Posicionamiento en listas
| Lista (1970-71)                         | Puesto |
| --------------------------------------- | ------ |
| Australia KMR                           | 27     |
| Australia Go-Set Chart                  | 28     |
| Canadá RPM Top Singles                  | 1      |
| Canadá RPM Adult Contemporary           | 1      |
| Nueva Zelanda New Zealand Singles Chart | 19     |
| Reino UnidoUK Singles Chart             | 30     |
| Estados Unidos Billboard Easy Listening | 1      |
| Estados Unidos Billboard Hot 100        | 5      |

## Versión de Stars on 54
En 1998, el grupo de house, Stars on 54, formado por Amber, Jocelyn Enríquez y Ultra Naté, grabaron una versión para la banda sonora de la película 54. El tema tuvo un enorme éxito internacional, alcanzando los primeros puestos de las listas de música dance y entrando en las listas de éxitos pop en numerosos países. En España alcanzó el puesto número 10 de las listas de éxitos pop.

### Posicionamiento en listas
| Lista (1998)                                       | Puesto |
| -------------------------------------------------- | ------ |
| Australia (ARIA)                                   | 3      |
| Austria (Ö3 Austria Top 40)                        | 17     |
| Europa (Eurochart Hot 100)                         | 83     |
| Francia (SNEP)                                     | 82     |
| Alemania (Media Control AG)                        | 65     |
| Islandia (Íslenski Listinn Topp 40)                | 23     |
| Nueva Zelanda (Recorded Music NZ)                  | 6      |
| Escocia (Scottish Singles Sales Chart)             | 25     |
| España (AFYVE)                                     | 10     |
| Reino Unido (UK Singles Chart)                     | 23     |
| Reino Unido (UK Dance Chart)                       | 21     |
| Reino Unido (UK Indie Chart)                       | 5      |
| Estados Unidos (Billboard Hot 100)                 | 52     |
| Estados Unidos (Hot Dance Club Songs)              | 3      |
| Estados Unidos Hot Dance Singles Sales (Billboard) | 3      |

## En la cultura popular
Muchos artistas han realizado versiones de "If You Could Read My Mind", una de las más notables fue la versión de Viola Wills en 1980, que alcanzó el puesto número dos en las listas de éxitos dance durante cinco semanas.
El tema, en diferentes versiones, ha formado parte de las bandas sonoras de multitud de películas de cine y televisión. Fue incluida en la banda sonora de las películas Paperback Hero de 1973, protagonizada por Keir Dullea y Elizabeth Ashley, Gremlins 2: The New Batch de 1990, Trigger Happy TV de 2000 y aparece en la última escena de Wonderland de 2003. En 1998 se formó un supergrupo compuesto por Amber, Ultra Naté y Jocelyn Enriquez para grabar una versión disco para la película 54. También aparece en series de televisión como Trigger Happy TV (2000)
- Aparece en la última escena de Wonderland (2003), Cold Case, We Are Marshall (2006), The Blacklist, Lady Dynamite de Netflix, Mr. Robot,  The Tale (2018) y  Pangarap Na Bituin: The Original Soundtrack (2007), Rica Peralejo